# Miloš Růžička
Miloš Růžička (* 20. května 1963) je český politik a podnikatel, v letech 2014 až 2022 zastupitel hlavního města Prahy, od listopadu 2010 (s krátkou přestávkou mezi březnem a červnem 2013) starosta městské části Praha-Ďáblice.

## Život
Živí se jako produkční a živnostník.

## Politické působení
Je místopředsedou Krajského výboru hnutí Starostové a nezávislí v Hlavním městě Praze.
Do politiky se pokoušel vstoupit, když v komunálních volbách v roce 2006 kandidoval jako nestraník za subjekt "Za spokojené Ďáblice" do Zastupitelstva Městské části Praha-Ďáblice, ale neuspěl. Zastupitelem městské části se stal až po komunálních volbách v roce 2010, kdy kandidoval z pozice nestraníka jako lídr hnutí Starostové a nezávislí.
V listopadu 2010 pak byl zvolen starostou Městské části Praha-Ďáblice. V březnu 2013 byl z funkce odvolán poté, co jeden ze zastupitelů městské části navrhl odvolání Rady MČ kvůli porušování zákonů a nefunkčnosti Rady MČ s ohledem na počet členů. Nakonec však byl v červnu 2013 starostou opět zvolen.
V komunálních volbách v roce 2014 byl zvolen jako člen STAN za "Trojkoalici" (SZ, KDU-ČSL a STAN) do Zastupitelstva Hlavního města Prahy. Zároveň obhájil post zastupitele Městské části Praha-Ďáblice, když jako lídr vedl kandidátku STAN.
V komunálních volbách v roce 2018 obhájil mandát zastupitele hlavního města Prahy, když kandidoval jako členka hnutí STAN na 11. místě kandidátky subjektu "TOP 09 a Starostové (STAN) ve spolupráci s KDU-ČSL, LES a Demokraty Jana Kasla -"Spojené síly pro Prahu"". Obhájil také post zastupitele městské části Praha-Ďáblice, kde byl lídrem kandidátky hnutí STAN.
V komunálních volbách v roce 2022 do Zastupitelstva hlavního města Prahy již nekandidoval. Jako člen hnutí STAN ale obhájil mandát zastupitele městské části Praha-Ďáblice, a to z pozice lídra kandidátky „ŽIVÉ ĎÁBLICE S PODPOROU STAROSTŮ“.

## Kontroverze
V listopadu 2019 byl spolu s dalšími osmi osobami obviněn ve věci údajného manipulování sportovních dotací na pražském magistrátu, v červenci 2022 byl ve věci obžalován.